# Alberto Gómez (football, 1944)
Pour les articles homonymes, voir Alberto Gómez.
Alberto Gómez est un footballeur uruguayen né le 10 juin 1944. Il évoluait au poste d'attaquant.

## Biographie
Alberto Gómez reçoit cinq sélections en équipe d'Uruguay lors de l'année 1970, sans inscrire de but.
Il participe avec l'Uruguay à la Coupe du monde 1970 organisée au Mexique. Lors du mondial, il joue un match contre l'Union soviétique (victoire 1-0).